# Vecchio shekel israeliano
Il vecchio shekel è stato la valuta di Israele tra il 24 febbraio 1980 e il 31 dicembre 1985, quando venne rimpiazzato dal nuovo shekel israeliano con un rapporto di 1 000:1 il 1º gennaio 1986. Il vecchio shekel ebbe vita breve a causa dell'elevata inflazione registrata in Israele in quel periodo. Il vecchio shekel era suddiviso in 100 agorà ((HE)  אגורות חדשות). Il simbolo del vecchio shekel era .

## Storia
Nel 1980 il vecchio shekel sostituì la lira israeliana al tasso di cambio di 1 vecchio shekel = 10 lire. Dopo un periodo di elevata inflazione, il vecchio shekel fu sostituito dal nuovo shekel mediante un processo iniziato nel settembre 1985 con il rapporto di 1 nuovo shekel = 1 000 vecchi shekel.

## Monete
Nel 1980 furono introdotte monete in tagli da 1, 5 e 10 agora e ½ shekel. Le monete da 1 shekel furono introdotte nel 1981, seguite da quella da 5 e 10 shekel nel 1982.

## Banconote
Nel 1980 furono introdotte banconote in tagli da 1, 5, 10, 50 e 100 shekel.